# Edgaras Jankauskas
Edgaras Jankauskas (* 12. März 1975 in Vilnius) ist ein ehemaliger litauischer Fußballspieler und aktueller -trainer. Als groß gewachsener Stürmer war er vor allem durch seine sehr physisch orientierte Spielweise bekannt, verfügte aber zudem auch über große technische Fähigkeiten und besaß ein überdurchschnittliches Ballgefühl für einen Spieler seiner Größe. 2016 bis 2018 war er Trainer der litauischen Nationalmannschaft.

## Werdegang
Der litauische Nationalspieler begann seine Laufbahn beim FK Panerys Vilnius und schloss sich im Alter von 16 Jahren dem FK Žalgiris Vilnius an. Im Jahre 1996 wechselte er in die russische Hauptstadt zu ZSKA Moskau und verbrachte nach nur einer Saison dort ein weiteres Jahr beim Lokalrivalen Torpedo Moskau.
Jankauskas verließ 1998 Russland und heuerte beim belgischen Klub FC Brügge an, mit dem er in der noch laufenden Saison die Meisterschaft gewinnen konnte. Im Januar 2000 wurde er zum bis zu diesem Zeitpunkt teuersten litauischen Spieler, als er für eine Ablösesumme von 2,3 Millionen Euro nach Spanien zu Real Sociedad San Sebastián wechselte.
Von dort wurde er innerhalb der Saison 2001/02 an den portugiesischen Verein Benfica Lissabon ausgeliehen und nach acht Toren in zwölf Spielen dort für die anschließende Saison von Trainer José Mourinho für den FC Porto verpflichtet. Jankauskas gewann unter der Regentschaft von Mourinho einmal den portugiesischen Pokal, zwei Meisterschaften, 2002/03 den UEFA-Pokal und 2003/04 die Champions League.
Nach dem Weggang Mourinhos zum FC Chelsea wurde Jankauskas aus dem Kader aussortiert und schloss sich auf Leihbasis dem französischen Verein OGC Nizza an. Aber auch in Frankreich konnte er sich nicht etablieren und wechselte nach Schottland zu dem Klub Heart of Midlothian, wobei er offiziell jedoch nach Litauen zum FBK Kaunas verkauft und von dort nach Edinburgh ausgeliehen wurde. In seiner ersten Saison für die „Hearts“ sorgten auch seine Tore dafür, dass er den schottischen Pokal gewinnen konnte und sein Klub mit der Vizemeisterschaft die Qualifikationsspiele für die Champions League erreichte.
2010 beendete er seine Karriere in Diensten von New England Revolution in der Major League Soccer. Sein letztes Spiel bestritt er am 6. Juni 2010 gegen den Seattle Sounders FC.
Nach zwei Stationen als Trainerassistent bei Lokomotive Moskau und Heart of Midlothian übernahm er als Chefcoach 2014 die Mannschaft vom FK Trakai. Dort wurde er im Oktober nach vier Niederlagen in Folge entlassen. Anfang 2016 wurde Jankauskas Trainer der litauischen Nationalmannschaft.

## Erfolge
- Belgischer Meister: 1997/98
- Portugiesischer Meister: 2002/03, 2003/04
- Portugiesischer Pokalsieger: 2002/03
- UEFA-Pokal-Sieger: 2002/03
- UEFA-Champions-League-Sieger: 2003/04
- Schottischer Pokalsieger: 2005/06